# NGC 6954
NGC 6954 је лентикуларна галаксија у сазвежђу Делфин која се налази на NGC листи објеката дубоког неба.
Деклинација објекта је + 3° 12' 34" а ректасцензија 20h 44m 3,3s. Привидна величина (магнитуда) објекта NGC 6954 износи 13,2 а фотографска магнитуда 14,1. NGC 6954 је још познат и под ознакама UGC 11618, MCG 0-53-1, CGCG 374-4, KARA 886, PGC 65279.